# Earl av Godolphin

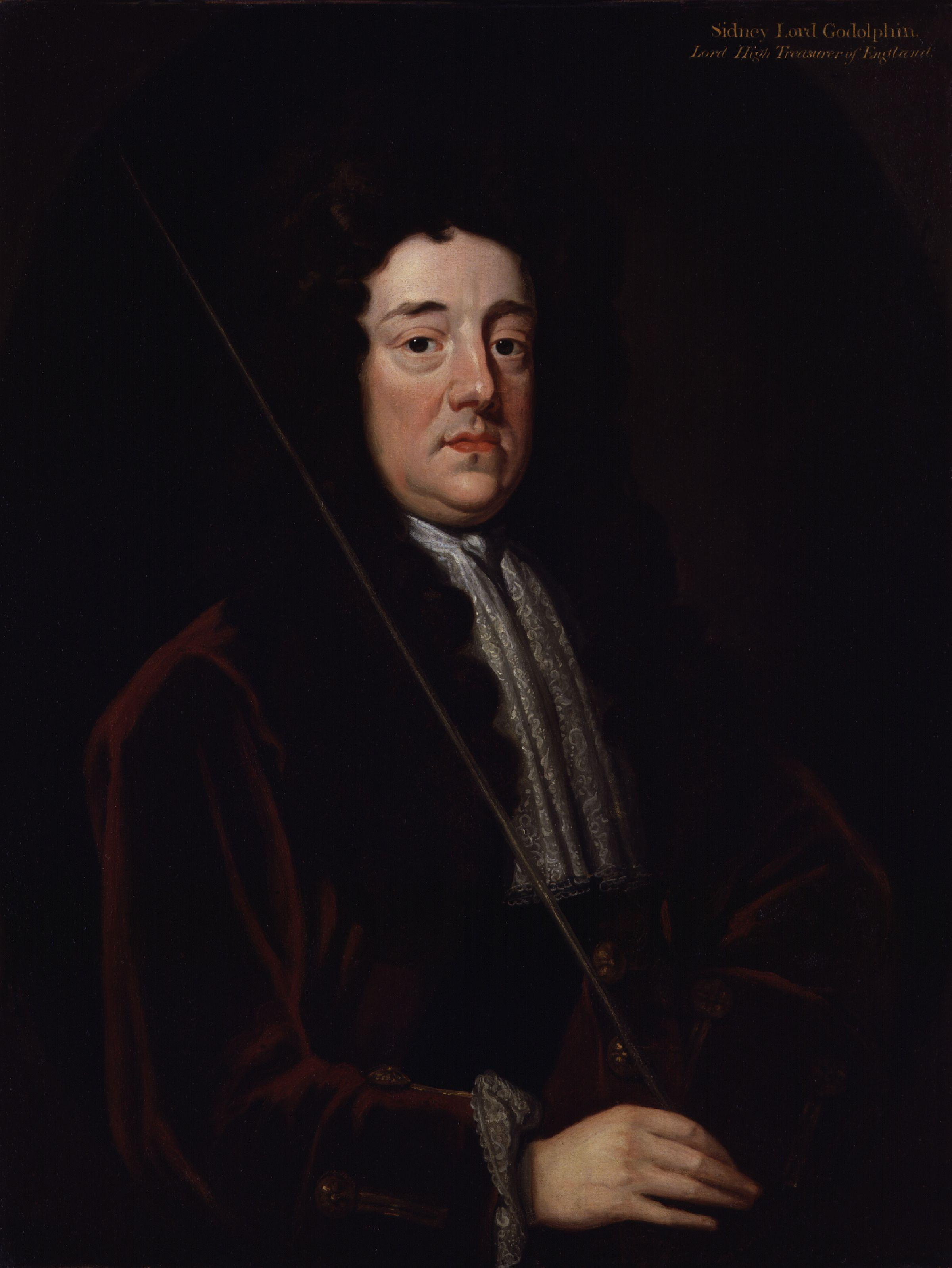
Den 1:e earlen av Godolphin, målad av sir Godfrey Kneller.

Earl av Godolphin var en adelstitel i England som skapades år 1706 åt Sidney Godolphin, dåvarande 1:e baron Godolphin. Han var riksskattmästare i Storbritannien och hade tidigare fått titeln Viscount Rialton. Han var riddare av Strumpebandsorden, guvernör av Scillyöarna och en av de ledande politikerna i England under sent 1600-tal och tidigt 1700-tal. När han dog år 1712 ärvdes titlarna av hans ende son, Francis.
Den 2:e earlen av Godolphin gifte sig med Henrietta, hertiginnan av Marlborough. Deras ende son, William Godolphin dog barnlös, före båda sina föräldrar. År 1735 fick den 2:e earlen titeln Baron Godolphin av Helston. När han dog år 1766 slocknade alla hans titlar ut, förutom titeln baron Godolphin av Helston, som ärvdes av hans kusin, Francis Godolphin, 2:e baron Godolphin.
Familjen Godolphins släktsäte var Godolphin House nära Helston i Cornwall. Gruvdrift var ett stort intresse för familjen och de grundade ett antal gruvor på sin egendom, där de experimenterade med nya uppfinningar.

## Earlar av Godolphin (1706)
- Sidney Godolphin, 1:e earl av Godolphin (1645–1712)
- Francis Godolphin, 2:e earl av Godolphin (1678–1766)
  - William Godolphin, markis av Blandford (c. 1700–1731)